# Ryōhei Hayashi
Ryōhei Hayashi (林 陵平?, Hayashi Ryōhei; Tokyo, 8 settembre 1986) è un ex calciatore giapponese, di ruolo attaccante.